# 新トーキョー人の選択
『首都圏金曜特集・新トーキョー人の選択』（しゅとけんきんようとくしゅう しんトーキョーじんのせんたく）は、2006年4月から2010年3月まで、関東・甲信越地方のNHK総合テレビジョンほかで放送されたNHK首都圏放送センター制作の地域情報番組である。

## 概要
2006年4月28日放送開始。熟年世代の気になる話題を、多彩なゲストがフリーで語り合う。総合テレビの首都圏ローカル放送のほか、NHKワールド・プレミアムでも放送された（2009年3月まで時差放送。4月からは関東地方と同時放送）。
2008年12月開始のNHKオンデマンドでも配信されたほか、総合テレビの深夜枠、BSハイビジョンでも不定期で放送しており日本全国で視聴可能。
他地域同様、県別の編成が優先されるため、関東甲信越地域でも放送されないことがある。2010年3月で終了し、2010年度上半期は『イキだね!わたしの東京時間』が放送された。

## 放送時間
2006・2007年度
総合テレビ　不定期金曜 19:30 - 20:43
2008・2009年度
総合テレビ　原則第1金曜 20:00 - 20:43

## 出演者
司会
- 春風亭小朝（落語家）
- 荒木美和（アナウンサー、リポーター兼務。2009年度から）

リポーター
- 二代目林家木久蔵（落語家）

ナレーション
- 結城さとみ（さいたま局アナウンサー、当時）

## 放送内容・ゲスト
| 回 | 放送日         | サブタイトル               | ゲスト                                               |
| -- | -------------- | -------------------------- | ---------------------------------------------------- |
| 1  | 2006年4月28日  | ちょっと待った! 熟年離婚   | 山田洋次、残間里江子、金子勝、飯島愛、阪本節郎       |
| 2  | 2006年7月21日  | 終のすみか だれと? どこで? | 田嶋陽子、タケカワユキヒデ、飯島愛、天野彰           |
| 3  | 2006年9月29日  | これで納得!わたしのお葬式  | 藤田弓子、嵐山光三郎、室井佑月、碑文谷創             |
| 4  | 2006年12月22日 | 大人のときめき             | 安藤和津、渡辺正行、室井佑月、富田たかし、篠原菊紀   |
| 5  | 2007年3月23日  | 捨てられますか?思い出の品  | 高橋英樹、藤田弓子、辺見えみり、黒川伊保子、阿部絢子 |
| 6  | 2007年6月15日  | わたしはだまされない!?     | 泉谷しげる、榊原郁恵、倉田真由美、西田公昭           |
| 7  | 2007年9月28日  | お墓 どこに眠りますか?     | 山藤章二、奈美悦子、中川翔子、小谷みどり             |
| 8  | 2007年11月16日 | ペットの世話 どこまで?     | 奈美悦子、田中義剛、リサ・ステッグマイヤー、井本史夫 |
| 9  | 2008年1月25日  | さらば! キレる大人         | 中尾彬、山田邦子、室井佑月、藤原智美                 |
| 10 | 2008年3月21日  | 子育て 誰に頼る?           | 中村メイコ、島田洋七、室井佑月、樋口恵子             |
| 11 | 2008年5月2日   | 食 私の安心基準            | 奈美悦子、パパイヤ鈴木、にしおかすみこ               |
| 12 | 2008年6月6日   | ステキでおトクなエコ生活   | 麻木久仁子、デーブ・スペクター、西村知美             |
| 13 | 2008年7月4日   | 遺言のススメ               | 林家木久扇（二代目木久蔵の父）、渡辺えり、中川翔子   |
| 14 | 2008年9月5日   | かかりつけ医どうしますか?  | 中村玉緒、デーブ・スペクター、新山千春               |
| 15 | 2008年10月3日  | 知れば納得! マナーの極意   | 山田五郎、エド・はるみ、川村ゆきえ                   |
| 16 |                |                            |                                                      |

## テーマ曲
- TOKIO（ドクター・ゾイルによるカバーバージョン）